# Scoloderus nigriceps
Scoloderus nigriceps är en spindelart som först beskrevs av O. Pickard-Cambridge 1895.  Scoloderus nigriceps ingår i släktet Scoloderus och familjen hjulspindlar. Inga underarter finns listade i Catalogue of Life.